# 修則
修則（？—268年），是三国時期孫吳將領，官至交州刺史、前部督。

## 生平
修則，仕孫吳為將，曾任交州刺史。寶鼎三年（268年，晉泰始四年），受命以前部督身份與交州刺史劉俊、將軍顧容討伐交阯的叛軍，連續三次攻打交阯都被晉國任命的交阯太守楊稷所擊敗，鬱林、九真兩郡也相繼依附晉國。之後，楊稷派遣牙門將毛炅、董元攻擊顧容軍駐屯的合浦，兩方在古城交戰，吳軍大敗，修則與劉俊一同陣亡，吳軍殘部逃歸合浦。
修則有二子修允、修湛。修允在孫吳歷任合浦太守、桂林太守。